# Alvito/Cuba
Alvito/Cuba este o arie protejată (sit de importanță comunitară — SCI) din Portugalia întinsă pe o suprafață de 921,91 ha, integral pe uscat.

## Localizare
Centrul sitului Alvito/Cuba este situat la coordonatele 38°17′53″N 7°59′35″W / 38.2981°N 7.993°V.

## Înființare
Situl Alvito/Cuba a fost declarat sit de importanță comunitară în octombrie 1998 pentru a proteja 1 specie de plante și 2 specii de animale.

## Biodiversitate
Situată în ecoregiunea mediteraneană, aria protejată nu include niciun habitat protejat.
La baza desemnării sitului se află mai multe specii protejate:
- plante (1): Linaria ricardoi
- mamifere (1): vidră de râu (Lutra lutra)
- reptile (1): Mauremys leprosa

Pe lângă speciile protejate, pe teritoriul sitului au mai fost identificate 1 specie de mamifere.